# Nuevo Coliseo
Nuevo Coliseo var en teater i Mexico City, verksam mellan 1753 och 1931. 
Redan 1673 fanns en spansk teater inrymd i en del av sjukhusbyggnaden Hospital Real de los Naturales, och då sjukhuset brann ned 1722 ersättas den av en tillfällig teater i trä. Denna revs 1752, och en riktig teaterbyggnad, Nuevo Coliseo, uppfördes då i sten och invigdes 1753. Den hade monopol på alla teaterföreställningar i huvudstaden och gynnades av vicekungen och aristokratin. Det var den första offentliga teatern i Nya Spanien, och en viktig institution under en epok när få offentliga nöjesplatser fanns i Mexiko. Den bytte namn till Teatro Principal 1826, när dess monopol upphörde. Teatern brann ned 1931. 